# 100 неща за правене преди гимназията
„100 неща за правене преди гимназията“ (на английски: 100 Things to Do Before High School) е американски сериал, комедия, на „Никелодеон“. В сериала участват Изабела Монер, Джахим Кинг Тумбс, Оуен Джойнър и Джак Де Сена.
„100 неща за правене преди гимназията“ е излъчен премиерно по „Никелодеон“ в Австралия и Нова Зеландия на 29 април 2015 г., а във Великобритания и Ирландия на 28 септември 2015 г. В Канада премиерата му е на 8 октомври 2015 г.

## Актьорски състав
- Изабела Монер – Си Джей Мартин
- Джахим Кинг Тумбс – Фенуик Фрейзър
- Оуен Джойнър – Криспо Пауърс
- Джак Де Сена – Джак Робъртс
- Макс Ерич – Ронби Мартин
- Стефани Ескаджеда – Госпожа Мартин
- Хенри Дитман – Господин Мартин
- Лиза Арч – Директор Хедър
- Брейди Рейтър – Минди Минус
- Кристофър Нейман – Хенри Слинко

## В България
В България сериалът започва излъчване на 16 март 2016 г. по „Никелодеон“.